# Singalesi

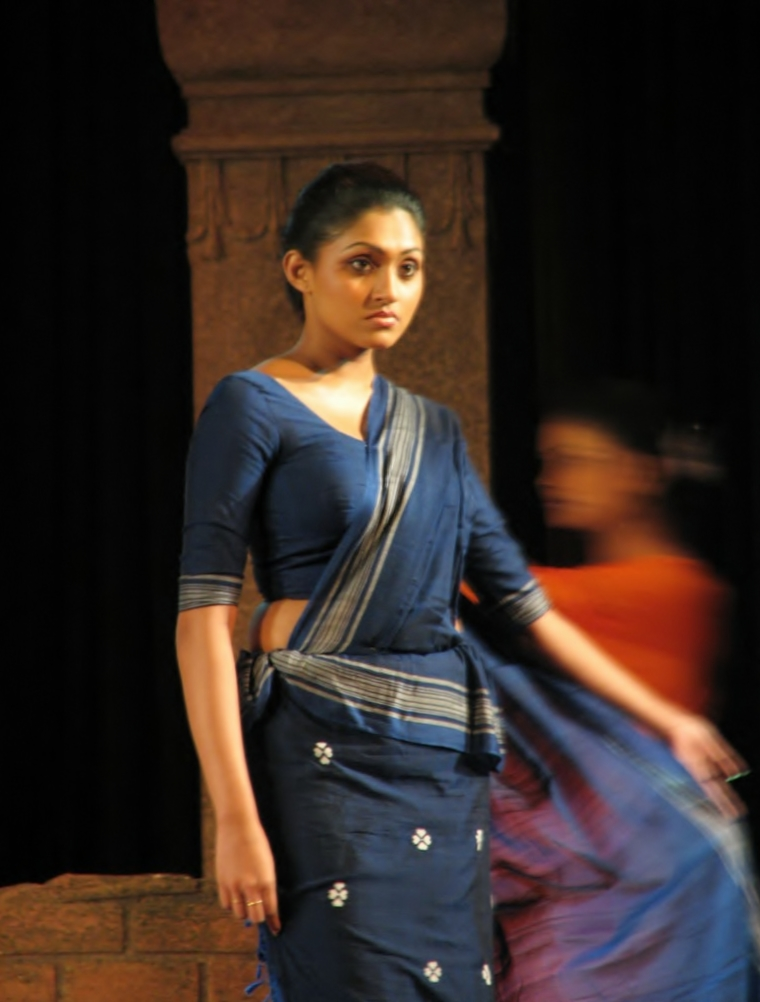
Donna singalese in Osaria

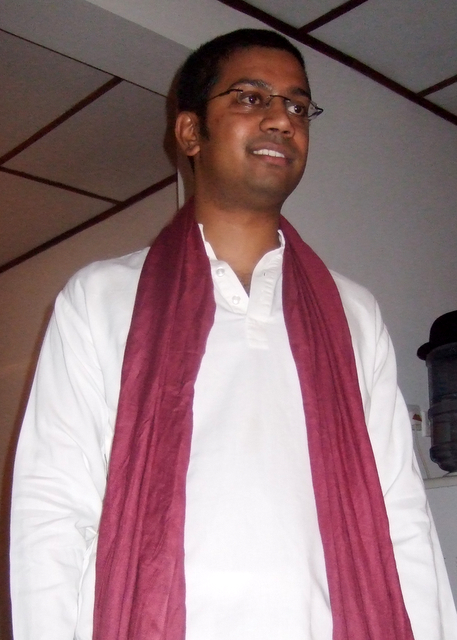
Uomo singalese in abito nazionale

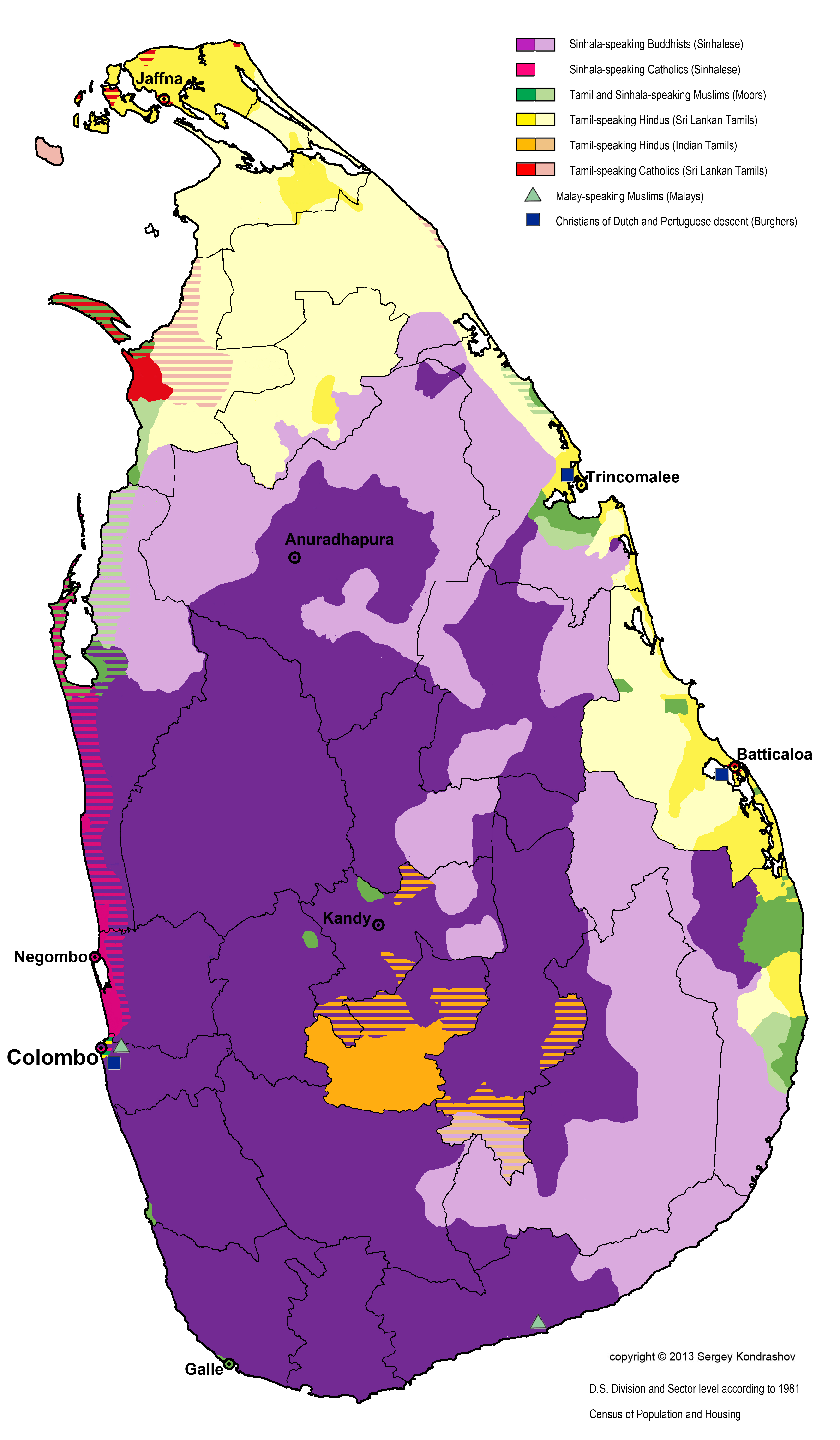
Distribuzione delle lingue e dei gruppi religiosi in Sri Lanka

I singalesi (in singalese සිංහල ජාතිය, Sinhala Jathiya), o cingalesi, sono un gruppo etnico indo-ariano nativo dell'isola di Sri Lanka.
Costituiscono il 74,9% della popolazione dello Sri Lanka, con oltre 15 milioni di persone.
L'identità singalese si basa sul linguaggio, l'eredità storica e la religione.
I singalesi parlano singalese, una lingua indo-ariana, e sono per la maggior parte di religione buddisti theravada, sebbene una piccola percentuale di singalesi segua il cristianesimo.
I singalesi abitano per lo più le zone centrali, centrosettentrionali, meridionale e occidentale dell'isola.
Secondo la leggenda sarebbero i discendenti del principe esiliato Vijaya che arrivò dall'India orientale verso lo Sri Lanka nel 543 a.C..

## Etimologia
Un'ipotesi sull'origine del termine Sinhala (singalese) è che provenga da siw (quattro) Hela (Pristine). Le 4 tribù Hela erano: Raksha, Yaksha, Deva, Nāga.

## Storia
I primi periodi storici per i singalesi sono documentati in due documenti: il Mahavamsa, scritto in pāli intorno al IV secolo d.C., e il Culavamsa, forse scritto nel XIII secolo dal monaco buddista Dhammakitti, entrambe fonti antiche che coprono le storie degli antichi e potenti regni singalesi di Anuradhapura e Polonnaruwa, che durarono per 1500 anni. Il Mahavamsa cita l'esistenza di campi di riso e riserve alimentari, nonché di una società agraria ben strutturata.

### Periodo Pre Anuradhapura
Il Principe Vijaya e i suoi 700 seguaci abbandonarono Suppāraka, arrivarono su un'isola del distretto di Chilaw, l'odierna Mannar, e fondarono il Regno di Tambapanni. È noto che Vijaya vi arrivò il giorno della morte di Buddha. Vijaya prese Tambapanni come sua capitale e ben presto l'intera isola venne sotto suo nome. Tambapanni era abitato e governato dagli Yakṣa, con Sirīsavatthu come capitale e Kuveni come regina. Secondo il Commentario Samyutta, Tambapanni aveva un'estensione di almeno cento leghe.
Arrivato a Tambapanni, Vijaya incontrò Kuveni, regina degli Yakṣa, che, narra la leggenda, in realtà era un yakkini (demone) travestito da donna di nome Sesapathi.
Alla fine del suo regno, Vijaya non riusciva a trovare un successore; allora mandò una lettera alla città dei suoi antenati, Sinhapura, per invitare suo fratello Sumitta a prendere il trono. Tuttavia, Vijaya morì prima che la lettera arrivasse a destinazione, quindi il ministro eletto del popolo Upatissa, capo ministro del governo (ovvero primo ministro) e capo comandante tra i singalesi, divenne reggente e agì come tale per un anno. Dopo la sua incoronazione, che si tenne nel regno di Tambapanni, lo abbandonò, costruendone un altro recante il suo nome. Come re di quel regno, nel 505 a.C. Upatissa fondò la nuova omonima capitale, nella quale il regno si spostò dal regno di Tambapanni. All'arrivo della lettera di Vijaya, suo fratello Sumitta era già succeduto al padre come re del suo paese, e quindi mandò il figlio Panduvasdeva come sovrano di Upatissa Nuwara, che si trovava a sette/otto miglia ancora a nord del regno di Tambapanni.

### Periodo Anuradhapura
Nel 377 a.C., il re Pandukabhaya (437–367 a.C.) spostò la capitale ad Anuradhapura, sviluppandola in una città maestosa. Anuradhapura (Anurapura) fu omonima al ministro che per primo fondò il villaggio e alla nonna di Pandukabhaya che vi visse. Il nome derivava anche dalla fondazione della città sull'asterismo di buon auspicio di nome Anura. Anuradhapura fu la capitale di tutti i monarchi che governarono dall'inizio della dinastia.
Sovrani come Dutthagamani, Valagamba e Dhatusena sono noti per aver sconfitto gli indiani del sud e aver ripreso il controllo del regno. Altri sovrani noti per le conquiste militari includono Gajabahu I, che guidò un'invasione contro gli invasori, e Sena II, che mandò i suoi esercito per assistere un principe di Pandya.

### Periodo Polonnaruwa e transizionale
Durante il Medioevo, Sri Lanka era ben noto sotto la prosperità agricola sotto Parakramabahu I di Polonnaruwa; durante tale periodo, l'isola fu famosa nel mondo come il mulino di riso dell'oriente. Più tardi, nel XIII secolo, le province amministrative del paese furono divise in tre regni indipendenti: regno di Sitawaka, regno di Kotte e Regno di Kandy. L'invasione di Kalinga Magha nel XIII secolo portò alle migrazioni singalesi in aree che non erano sotto suo controllo; a questa migrazione seguì un periodo di conflitti tra i capi singalesi per la supremazia politica. Nel XV secolo, Parakramabahu VI di Kotte fu l'unico re singalese dell'epoca in grado di riportare l'unità nell'isola. In compenso, anche il commercio crebbe durante quel periodo, in quanto lo Sri Lanka iniziò a commerciale la cannella, portando un gran numero di commercianti musulmani a raggiungere l'isola.
Nel XV secolo, si formò un nuovo Regno di Kandy, che divise i singalesi politicamente in alto ceto e basso ceto.

### Storia moderna
I singalesi hanno una natalità stabile e una popolazione in lenta crescita rispetto ad altri paesi asiatici come l'India.

## Lingua
La lingua ufficiale è il singalese, una lingua di origine indo-ariana, fortemente influenzata dal tamil (parlato ancora oggi nel nord e nella costa orientale dello Sri Lanka) e dal sanscrito. Tuttavia, venendo a contatto con altre popolazioni, la lingua è stata influenzata anche dall'inglese, dall'olandese e dal portoghese.

## Religione
La religione prevalente è il buddismo theravada, ma ci sono minoranze cristiane. Nonostante lo Sri Lanka sia una repubblica democratica socialista, la legge dello Sri Lanka stabilisce che il presidente della repubblica deve essere di religione buddista, ma questo non impedisce ad un cristiano singalese di essere nominato presidente del consiglio dei ministri.

## Cucina
La cucina singalese, influenzata da quella indiana (data la vicinanza tra i due stati) è una delle cucine più complesse dell'Asia. Ancora oggi, molti turisti degli stati ex colonizzatori dello Sri Lanka come Inghilterra, Portogallo e Olanda godono del sapore delle delizie della cucina singalese.

## Diaspora singalese
Come molti popoli delle ex colonie, i singalesi sono emigrati in diversi Paesi.
Esistono piccole comunità con origini singalesi nel Regno Unito, in Australia, negli Stati Uniti e in Canada. Vi sono altri invece che vivono in Medio oriente, nel Sud-est asiatico e in Europa temporaneamente per lavoro ed educazione. Particolarmente numerosa è la comunità singalese in Sicilia, precisamente a Siracusa, dove vivono e lavorano poco più di un migliaio di singalesi.